# 董永全
董永全（1999年10月14日—）是臺灣男子籃球運動員，場上主打小前鋒位置，現效力於台灣職業籃球大聯盟桃園台啤永豐雲豹。董永全來自臺中，就讀東山高中時主打大前锋位置，進入國立臺灣師範大學轉往小前鋒位置發展。2022年7月9日，董永全參加T1聯盟選秀測試會時獲得臺中葳格太陽總經理關注，7月12日在T1聯盟新人選秀會第一輪被臺中葳格太陽指名，8月17日與臺中葳格太陽完成簽約。2023年10月16日，臺中太陽宣布解散。2024年7月31日，董永全加盟台灣職業籃球大聯盟桃園台啤永豐雲豹。

## 外部連結
- 董永全在台灣職業籃球大聯盟
- 董永全在Eurobasket.com（球員）（英语）
- 董永全在Eurobasket.com（球員）（英语）
- 董永全在Flashscore（英语）